# Zulu-Zwergfledermaus
Die Zulu-Zwergfledermaus (Neoromicia zuluensis) ist eine im östlichen und südlichen Afrika verbreitete Fledermaus in der Gattung Neoromicia. In verschiedenen Abhandlungen wird sie der Gattung Breitflügelfledermäuse (Eptesicus) oder den Zwergfledermäusen (Pipistrellus) zugerechnet.

## Merkmale
Wie der Name andeutet, ist die Art eine sehr kleine Fledermaus. Die Haare der Oberseite haben drei verschiedenfarbige Abschnitte, wobei der mittlere Bereich schwarzbraun und die Spitzen mittelbraun bis hellbraun sind. Bei manchen Exemplaren kommt eine orange Tönung vor. Die Haare der Unterseite besitzen zwei Farbabschnitte und sind an den Spitzen dunkelgrau bis hell graubraun. Im Bereich der Leisten können weiße Haare vorkommen. Der Kopf ist durch sehr kleine Augen, dreieckige braune Ohren und ein fehlendes Nasenblatt gekennzeichnet. An den dunkelbraunen Flügeln kann nur in Ausnahmefällen eine schmale weiße Hinterkante auftreten. Vom Schwanz ragt nur ein Teil des letzten Schwanzwirbels aus der dunkelbraunen Schwanzflughaut.
Die Gesamtlänge beträgt 72 bis 80 mm, inklusive eines 27 bis 40 mm langen Schwanzes. Diese Fledermaus hat 27 bis 33 mm lange Unterarme, eine Flügelspannweite von 220 bis 230 mm, Ohren von 7 bis 11 mm Länge und ein Gewicht von 3 bis 6 g.

## Verbreitung
Von der Zulu-Zwergfledermaus sind zwei getrennte Populationen bekannt. Die erste lebt in Südsudan, Äthiopien, Uganda und Kenia. Das Gebiet der zweiten Population reicht von Angola und Sambia bis nach Namibia, Botswana, ins westliche Mosambik und bis in den Osten Südafrikas. Die Art hält sich vorwiegend im Flachland auf. Sie bewohnt trockene und feuchte Savannen mit verstreuten Baumgruppen, Gebüschflächen und gelegentlich trockenere Gebiete nach Regenfällen.

## Lebensweise
Die Zulu-Zwergfledermaus jagt in der Nacht Motten, Käfer, fliegende Termiten und andere Insekten. Die am Tage genutzten Verstecke sind nicht bekannt. In Blättern von Aleopflanzen ruhende Exemplare konnten nach genauerer Untersuchung der Kap-Zwergfledermaus (Neoromicia capensis) zugeordnet werden. Bei in Gefangenschaft gehaltenen Exemplaren wurde kurze Phasen mit Torpor registriert. Das Vermögen während des Fluges die Richtung zu ändern, ist gut ausgeprägt. Die zur Echoortung eingesetzten Rufe sind bis 5,5 Millisekunden lang und beginnen bei etwa 79 kHz. Die stärkste Intensität liegt bei 48 bis 50 kHz.
Die Geburten erfolgen nach aktuellem Kenntnisstand zum Beginn der Regenzeit. Ein Wurf besteht aus ein bis zwei Neugeborenen.

## Gefährdung
Die IUCN listet die Art als nicht gefährdet (least concern) aufgrund fehlender Bedrohungen und da sie weit verbreitet ist.